# قناة موزمبيق

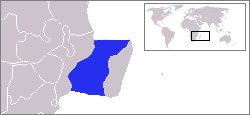
موقع قناة موزمبيق

تقع قناة موزامبيق (مضيق موزمبيق) في المحيط الهندي بين جزر مدغشقر وساحل جنوب أفريقيا وبالتحديد الساحل المطل على جمهورية موزامبيق، ويبلغ عرض القناة ما يقرب من 460 كم، وتعتبر أضيق نقطة تطل على القناة ما بين منطقة انقوشي الموزمبيقية ومنطقة تامبوهورانو المدغشقرية، وتصل عمق القناة إلى 3292 مترا (10800 قدما)، ونحو 230 كيلومترا قبالة ساحل موزامبيق.

## حدود القناة
حددت المنظمة الهيدروغرافية العالمية حدود قناة موزمبيق بالتالي:
- من الشمال: الخط الممتد من نهر روفوما إلى منطقة راس هابو في جزر القمر.
- من الشرق: الساحل الشرقي من مدغشقر.
- من الجنوب: الخط المحاذي لجنوب مدغشقر.
- من الغرب: ساحل جنوب أفريقيا.

## التاريخ
كانت قناة موزامبيق خلال الحرب العالمية الثانية نقطة اشتباك في معركة مدغشقر، والتي بدأت في 5 مايو 1942 وحتى 6 نوفمبر 1942.